# Obligation Gouvernement Imperial du Maroc
Die Obligation Gouvernement Imperial du Maroc war eine Staatsanleihe des Sultans von Marokko bei einem französischen Bankenkonsortium.
Am 12. Juni 1904 unterzeichnete Abd al-Aziz (Marokko) einen Staatsanleihevertrag mit einem Bankenkonsortium unter der Leitung der Banque de Paris et des Pays-Bas.
Der Kreditumfang setzte sich wie folgt zusammen:
| Zinssatz:                                          | 5 %            |                         |
| Amortisationszeit:                                 | 35 Jahre       |                         |
| Rückzahlung:                                       | in Monatsraten | ab dem 15. Oktober 1904 |
| Nominaler Wert der Anleihe                         | 62,5 Millionen | Französische Franc      |
| Kommissions- und Ausstellungsgebühren:             | 12,5 Millionen | Französische Franc      |
| Vorabzug als Reservefonds:                         | 2,0 Millionen  | Französische Franc      |
| Übernahme der Schulden bei Banken anderer Staaten: | 22,5 Millionen | Französische Franc      |
| Übernahme der Schulden von Abdelaziz:              | 15,5 Millionen | Französische Franc      |
| Summe der Vorabzüge:                               | 52,5 Millionen | Französische Franc      |
| Nettokredit:                                       | 10,0 Millionen | Französische Franc      |

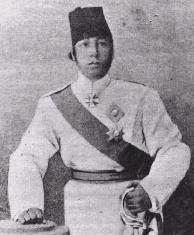
Abd al-Aziz

Die Auszahlung der 10 Millionen Franc sperrte das Bankenkonsortium, bis ein stabiler Schuldendienst eintrat.
Die erste Monatrate war zum 15. Oktober 1904 fällig, Zinsen wurden ab dem 1. Juli 1904 gerechnet.
Die marokkanische Verwaltung musste auf die 10 Millionen Franc warten, wurde aber verpflichtete die 62,5 Millionen Franc plus Zinsen zu zahlen. Die Banque de Paris et des Pays-Bas musste die Provisionen in Höhe von 2 Millionen Franc aufbringen.
Die Provisionen verteilten sich wie folgt:
| Funktion              | Name                 | Provision     | Währung            |
| Finanzminister        | Mohamed-Tazi         | 0,5 Millionen | Französische Franc |
| Außenminister         | Abdelkrim Ben Sliman | 0,5 Millionen | Französische Franc |
| Kriegsminister        | Mohamed Guebbas      | 0,5 Millionen | Französische Franc |
| Finanzminister in spe | Tazi Omar.           | 0,5 Millionen | Französische Franc |

Die Staatsanleihe konnte erworben werden, sie wurde auf  125.000 auf Inhaberverschreibungen zu je 500 Franc aufgeteilt.
Die Anleihe war durch eine zur öffentlichen Zeichnung von 125.000 auf den Inhaber Verpflichtungen in Höhe von je 500 Franken.
Das Konsortium erhielt von den Käufern der Inhaberverschreibungen 62 Millionen Franc für 10 Millionen Franc bar sowie die Übernahme der bestehenden Schulden von Marokko in Höhe von 38 Millionen Franc, so war das französische Bankenkonsortium zum einzigen Gläubiger geworden.
Öffentlichkeitsarbeit und die Unterstützung durch die französische Regierung führte zu Kaufinteresse für die Inhaberschuldverschreibungen.
Die Banque de Paris et des Pays-Bas verkündete zum 20. Juli 1904 die Ausgabe der Inhaberverschreibungen, sie fanden breiten Absatz.
Die Inhaberverschreibungen mit einem Nennwert von 500 Franc hatten einen Anfangskurs von 462,50 Franc, dieser stieg auf 488,50 Franc; der Kurs stieg im August 1904 über den Nennwert auf 529 Franc.
Für eine Inhaberverschreibung mit einem Nennwert von 500 Franc musste das Bankenkonsortium 384 Franc aufwenden, da die Höhe des Darlehens an Marokko nur 48 Millionen Franc (62,5–12,5–2 Mio.) betrug.
So kann der Gewinn mit mehr als 17 Millionen Franc veranschlagt werden, welchen sich die Mitglieder nach dem Verhältnis ihrer Beteiligung aufteilten:
| Bank                                             | Anteil  |
| ------------------------------------------------ | ------- |
| Société marseillaise de crédit                   | 14,10 % |
| Société de Paris et des Pays-Bas                 | 12,8 %  |
| Comptoir national d'escompte de Paris            | 12,8 %  |
| Société Générale                                 | 12,8 %  |
| Banque nationale pour le commerce et l'industrie | 9,6 %   |
| Banque Allard                                    | 9,6 %   |
| Crédit Algérien                                  | 6,4 %   |
| Banque de l’Indochine                            | 6,4 %   |
| Comptoir Industriel et Commercial                | 6,4 %   |
| Banque Ottomane                                  | 5,10 %  |
| Banque de l’Union Parisienne                     | 4 %     |

Für Zins und Tilgung waren etwa 60 % der Zolleinnahmen bis zum 1. Juli 1941 vorgesehen. Für den marokkanischen Staat brachte das Darlehen keine Entspannung der Haushaltslage. Ende 1904 waren die 10 Millionen Franc fast aufgebraucht. Im Dezember 1904 nahm Abdelaziz eine weitere Staatsanleihe auf. El Mokrá, ein hoher Beamter des Majzen, wurde nach Paris gesandt und verpfändete staatliches Eigentum in der Region Fès und Tanger.